# Atrichopogon fusinervis
Atrichopogon fusinervis är en tvåvingeart som först beskrevs av Malloch 1915.  Atrichopogon fusinervis ingår i släktet Atrichopogon och familjen svidknott. Inga underarter finns listade i Catalogue of Life.